# TMEM17
TMEM17 (англ. Transmembrane protein 17) – білок, який кодується однойменним геном, розташованим у людей на 2-й хромосомі. Довжина поліпептидного ланцюга білка становить 198 амінокислот, а молекулярна маса — 23 046.
| 10         |  | 20         |  | 30         |  | 40         |  | 50         |
| ---------- |  | ---------- |  | ---------- |  | ---------- |  | ---------- |
| MELPDPVRQR |  | LGNFSRAVFS |  | DSNRTGPESN |  | EGPENEMVSS |  | LALQMSLYFN |
| TYYFPLWWVS |  | SIMMLHMKYS |  | ILPDYYKFIV |  | ITVIILITLI |  | EAIRLYLGYV |
| GNLQEKVPEL |  | AGFWLLSLLL |  | QLPLILFLLF |  | NEGLTNLPLE |  | KAIHIIFTLF |
| LAFQVVAAFL |  | TLRKMVNQLA |  | VRFHLQDFDR |  | LSANRGDMRR |  | MRSCIEEI   |

A: Аланін

C: Цистеїн

D: Аспарагінова кислота

E: Глутамінова кислота

F: Фенілаланін

G: Гліцин

H: Гістидин

I: Ізолейцин

K: Лізин

L: Лейцин

M: Метіонін

N: Аспарагін

P: Пролін

Q: Глутамін

R: Аргінін

S: Серин

T: Треонін

V: Валін

W: Триптофан

Задіяний у такому біологічному процесі, як біогенез та деградація війок. 
Локалізований у клітинній мембрані, мембрані, клітинних відростках, війках.